# Bellingham (hrabstwo Norfolk)
Bellingham – jednostka osadnicza w Stanach Zjednoczonych, w stanie Massachusetts, w hrabstwie Norfolk.